# Chionis minor
La paloma antártica de cara negra o picovaina de las Kerguelen (Chionis minor)
 es una especie de ave charadriforme de la familia Chionidae. Es una de las dos especies de palomas antárticas, aves carroñeras de las islas subantárticas.

## Descripción
Mide de 38-41 cm de longitud, 74-79 cm de envergadura y pesa de 460 a 730 g, siendo los machos ligeramente más grandes que las hembras.
Son aves de cuello corto con el plumaje completamente blanco, con el pico, carúnculas y piel facial negras.

## Distribución y hábitat
Está restringido a las islas subantárticas en el sur del océano Índico: el territorio sudafricano de las islas del Príncipe Eduardo, los territorios franceses de las islas Crozet y Kerguelen y el territorio australiano de islas Heard. La subespecie C. m. nasicornis es endémica de la isla Heard y C. m. marionesis de las islas del Príncipe Eduardo.
Habita en costas y zonas intermareales, especialmente alrededor de colonias de aves marinas y focas, así como en la proximidad de asentamientos humanos.